# Saint-Mars-sur-Colmont
Saint-Mars-sur-Colmont és un municipi francès situat al departament de Mayenne i a la regió de País del Loira. L'any 2007 tenia 452 habitants.

## Demografia

### Població
El 2007 la població de fet de Saint-Mars-sur-Colmont era de 452 persones. Hi havia 186 famílies de les quals 46 eren unipersonals (25 homes vivint sols i 21 dones vivint soles), 74 parelles sense fills, 58 parelles amb fills i 8 famílies monoparentals amb fills.
La població ha evolucionat segons el següent gràfic:
Habitants censats

### Habitatges
El 2007 hi havia 273 habitatges, 189 eren l'habitatge principal de la família, 56 eren segones residències i 28 estaven desocupats. 268 eren cases i 4 eren apartaments. Dels 189 habitatges principals, 150 estaven ocupats pels seus propietaris, 35 estaven llogats i ocupats pels llogaters i 4 estaven cedits a títol gratuït; 2 tenien una cambra, 6 en tenien dues, 18 en tenien tres, 54 en tenien quatre i 110 en tenien cinc o més. 151 habitatges disposaven pel capbaix d'una plaça de pàrquing. A 90 habitatges hi havia un automòbil i a 81 n'hi havia dos o més.

### Piràmide de població
La piràmide de població per edats i sexe el 2009 era:
| Homes | Edats   | Dones |
| ----- | ------- | ----- |
| 0     | 95 o +  | 0     |
| 0     | 90 a 94 | 0     |
| 0     | 85 a 89 | 12    |
| 4     | 80 a 84 | 4     |
| 12    | 75 a 79 | 12    |
| 16    | 70 a 74 | 12    |
| 8     | 65 a 69 | 20    |
| 16    | 60 a 64 | 8     |
| 8     | 55 a 59 | 4     |
| 8     | 50 a 54 | 20    |
| 20    | 45 a 49 | 16    |
| 16    | 40 a 44 | 8     |
| 12    | 35 a 39 | 24    |
| 8     | 30 a 34 | 8     |
| 20    | 25 a 29 | 12    |
| 8     | 20 a 24 | 16    |
| 16    | 15 a 19 | 8     |
| 16    | 10 a 14 | 28    |
| 12    | 5 a 9   | 20    |
| 12    | 0 a 4   | 4     |

## Economia
El 2007 la població en edat de treballar era de 259 persones, 189 eren actives i 70 eren inactives. De les 189 persones actives 176 estaven ocupades (97 homes i 79 dones) i 13 estaven aturades (7 homes i 6 dones). De les 70 persones inactives 36 estaven jubilades, 15 estaven estudiant i 19 estaven classificades com a «altres inactius».

### Ingressos
El 2009 a Saint-Mars-sur-Colmont hi havia 182 unitats fiscals que integraven 438 persones, la mediana anual d'ingressos fiscals per persona era de 14.137 €.

### Activitats econòmiques
Dels 17 establiments que hi havia el 2007, 1 era d'una empresa alimentària, 1 d'una empresa de fabricació d'altres productes industrials, 5 d'empreses de construcció, 4 d'empreses de comerç i reparació d'automòbils, 1 d'una empresa d'hostatgeria i restauració, 1 d'una empresa immobiliària, 2 d'empreses de serveis i 2 d'empreses classificades com a «altres activitats de serveis».
Dels 7 establiments de servei als particulars que hi havia el 2009, 1 era un taller de reparació d'automòbils i de material agrícola, 1 paleta, 1 guixaire pintor, 1 fusteria, 2 lampisteries i 1 restaurant.
L'any 2000 a Saint-Mars-sur-Colmont hi havia 54 explotacions agrícoles que ocupaven un total de 1.645 hectàrees.

## Equipaments sanitaris i escolars
El 2009 hi havia una escola elemental.

## Poblacions més properes
El següent diagrama mostra les poblacions més properes.